# 박수근
박수근(朴壽根, 1914년 2월 21일~1965년 5월 6일)은 대한민국의 화가이다.
본관은 밀양(密陽)이며 호(號)는 미석(美石)이다. 회백색을 주로 쓰면서, 단조로우나 한국적인 주제를 소박한 서민적 감각으로 다루었다.
작품으로 「나무」, 「복숭아」,「노인과 소녀」,「빨래터」등이 있으며, 그의 고향인 강원도 양구군에는 그의 이름을 딴 미술관이 건립되어 있다.

## 생애
강원도 양구군 양구면(현 양구읍) 정림리 출생. 강원도 양구보통학교를 졸업한 후 강원도 인제군에서 독학으로 미술 공부를 하였다. 1932년 제11회 조선 미술 전람회에 입선함으로써 화단에 등장하였다. 해방 후 월남하여 1952년 제2회 국전에서 특선, 미술협회전람회에서 입상하였다. 1958년 이후 미국 월드 하우스 화랑·조선일보사 초대전·마닐라 국제전 등에 출품하는 등 국내외 미술전에 여러 차례 참가하였다. 1959년 제8회 국전 추천 작가가 되었고, 제11회 국전에서는 심사위원이 되었다. 그는 회백색을 주로 하여 단조로우면서도 한국적 주제를 소박한 서민적 감각으로 충실하게 다루었고, 한국인 화가 중 가장 독창적이면서도 평범한 한국의 서민상을 주제로 삼았다는 평가를 받았다.

## 논란

### 경매와 위작 논란
시장에서 물건을 파는 아낙들과 아이들을 그린 그의 그림 〈노상〉은 2006년 12월 14일에 열린 케이 옥션 사의 경매에서 10억 4천만 원이라는 대한민국 최고가 기록을 세우며 팔렸다. 그러나 2007년 3월, 그의 그림 〈시장의 사람들〉이 25억에 낙찰되어 그 기록을 경신하였고, 다시 동년 5월에 그의 작품 〈빨래터〉가 45억 2천만원에 낙찰되어 최고 기록을 경신하였다.
그러나 작품 〈빨래터〉를 두고 서울옥션에서 구체적인 감정결과를 공개하지 않아서 2007년 12월 미술 잡지 〈아트레이드〉에서 그의 작품의 위작이 아니냐는 의혹을 제기하였고, 이를 문제삼아 서울옥션은 아트레이드를 상대로 30억 손해배상 청구 소송을 하였다. 2009년 1심 결과 "위작은 아니지만 정당한 언론활동의 범위를 넘어서지 않는다"로 기각하였다.

## 서훈
- 1980년 은관문화훈장 (2등급, 추서)

## 가족 관계
- 아버지 : 박향지
- 어머니 : 윤복주
- 배우자 : 김복순 (1922년 ~ 1979년)
  - 딸 : 박인숙 (1946년 ~ )
  - 아들 : 박성남 (1947년 ~ )

## 같이 보기
- 박고석
- 박노수